# 傅天仇
傅天仇（1920年—1990年），笔名傅路、文佐（一作文佑）、马丁，男，广东南海人，中国雕塑家、艺术教育家，曾任中国美术家协会理事。